# 1545

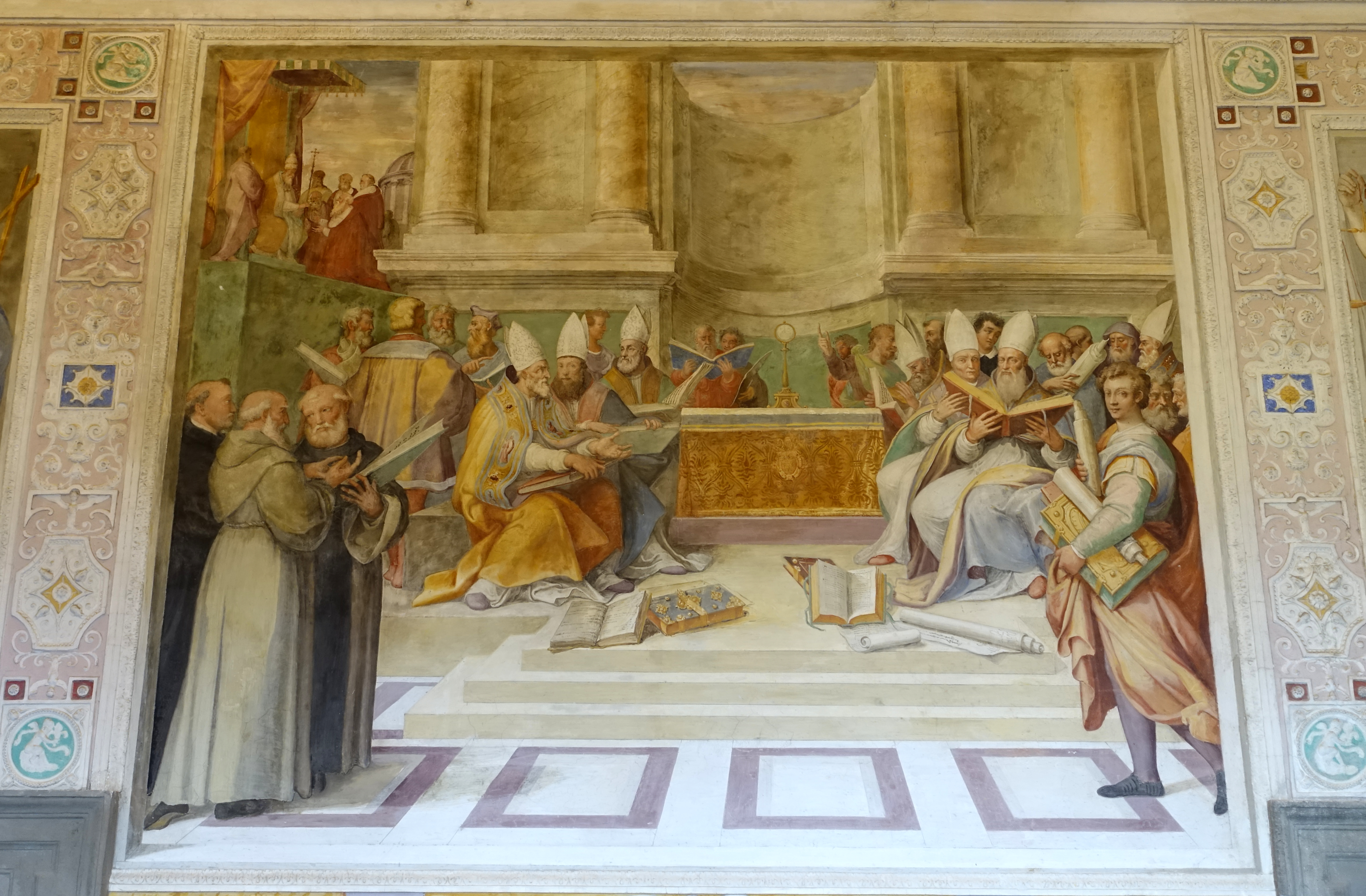
Opening van het Concilie van Trente

Het jaar 1545 is het 45e jaar in de 16e eeuw volgens de christelijke jaartelling.

## Gebeurtenissen
maart
- 24 - Rijksdag van Worms: keizer Karel V stelt vast dat er geen serieus overleg meer is tussen katholieke en protestantse vorsten.

april
- 15-20 - Het Parlement van Aix-en-Provence houdt een strafexpeditie tegen de Waldenzen van Mérindol, die de Abdij van Sénanque hebben geplunderd. Drieduizend burgers worden gedood en zeshonderd tot de galeien veroordeeld. De waldenzen worden teruggedrongen naar Piëmont.
- Na de ontdekking van zilvererts in Cerro Rico wordt de stad Potosí gesticht.

mei
- 13 - Een Frans leger landt in Schotland voor een aanval op Engeland.

juni
- 8 - Honorius I van Monaco huwt Isabella Grimaldi.
- juni - Oprichting van de Orto botanico di Padova in Padua, de oudste botanische tuin.

juli
- 19 - De Mary Rose leidt de aanval op een Franse invasievloot van galeien, maar zinkt in de Solent.

augustus
- 6 - Stichting van Riohacha.
- 26 - Vorming van het Hertogdom Parma en Piacenza met Pier Luigi Farnese, de zoon van Paus Paulus III, als eerste hertog.

december
- 1 - Opening van de Giardino dei Semplici, de botanische tuin van Florence van Luca Ghini.
- 13 - Begin van het Concilie van Trente, waarin de katholieke kerk haar antwoord op de reformatie bepaalt.
- december - Francisco de Orellana bereikt met een groep kolonisten de mond van de Amazone.

zonder datum
- Begin van de eerste cocoliztli-epidemie in Nieuw Spanje.
- Bedijking van de Koudenpolder.
- Oprichting van Touwfabriek G. van der Lee in Oudewater.
- Oprichting van Brouwerij Roman in Mater.

## Beeldende kunst

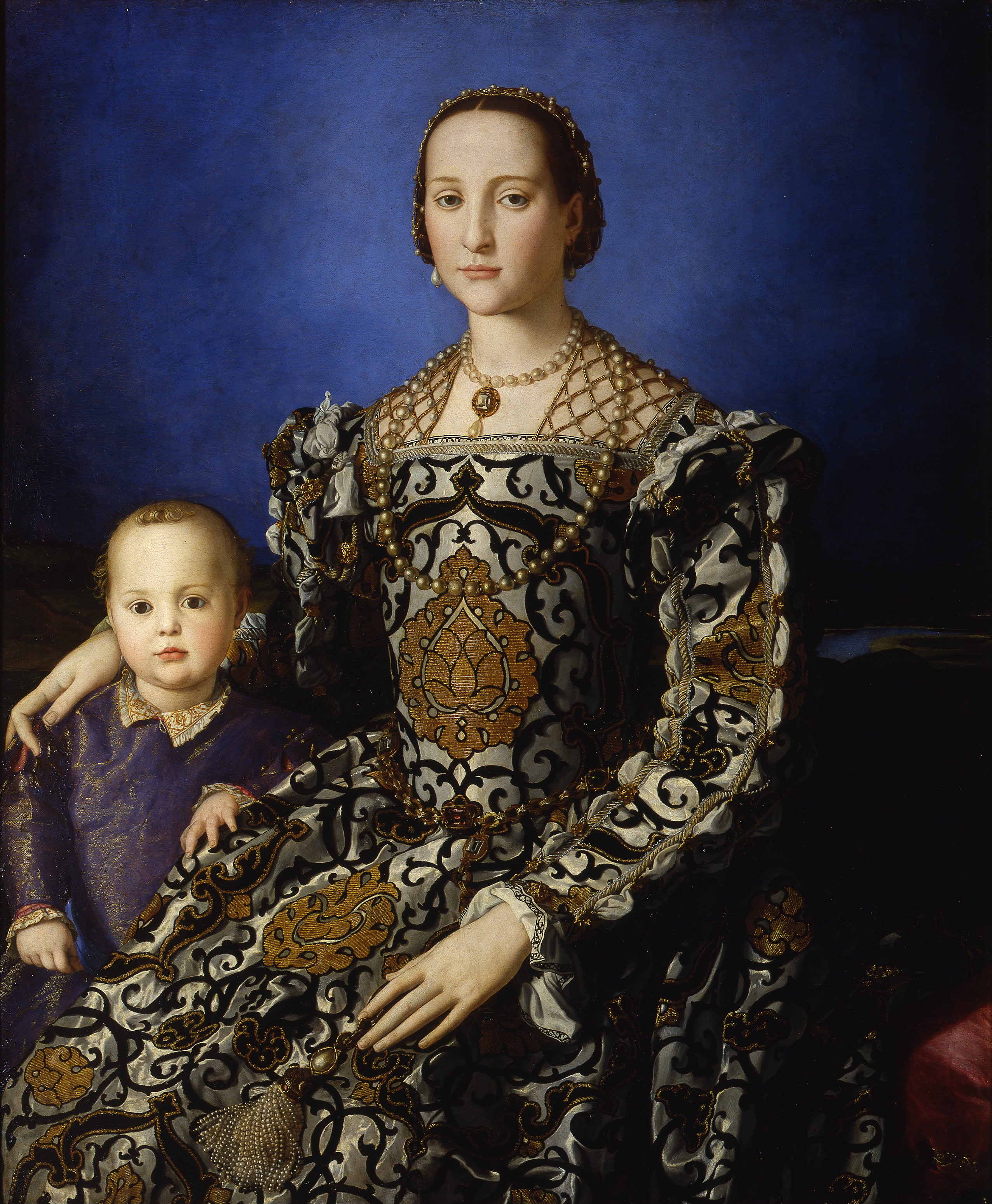
Agnolo Bronzino: Eleonora di Toledo en haar zoon Giovanni
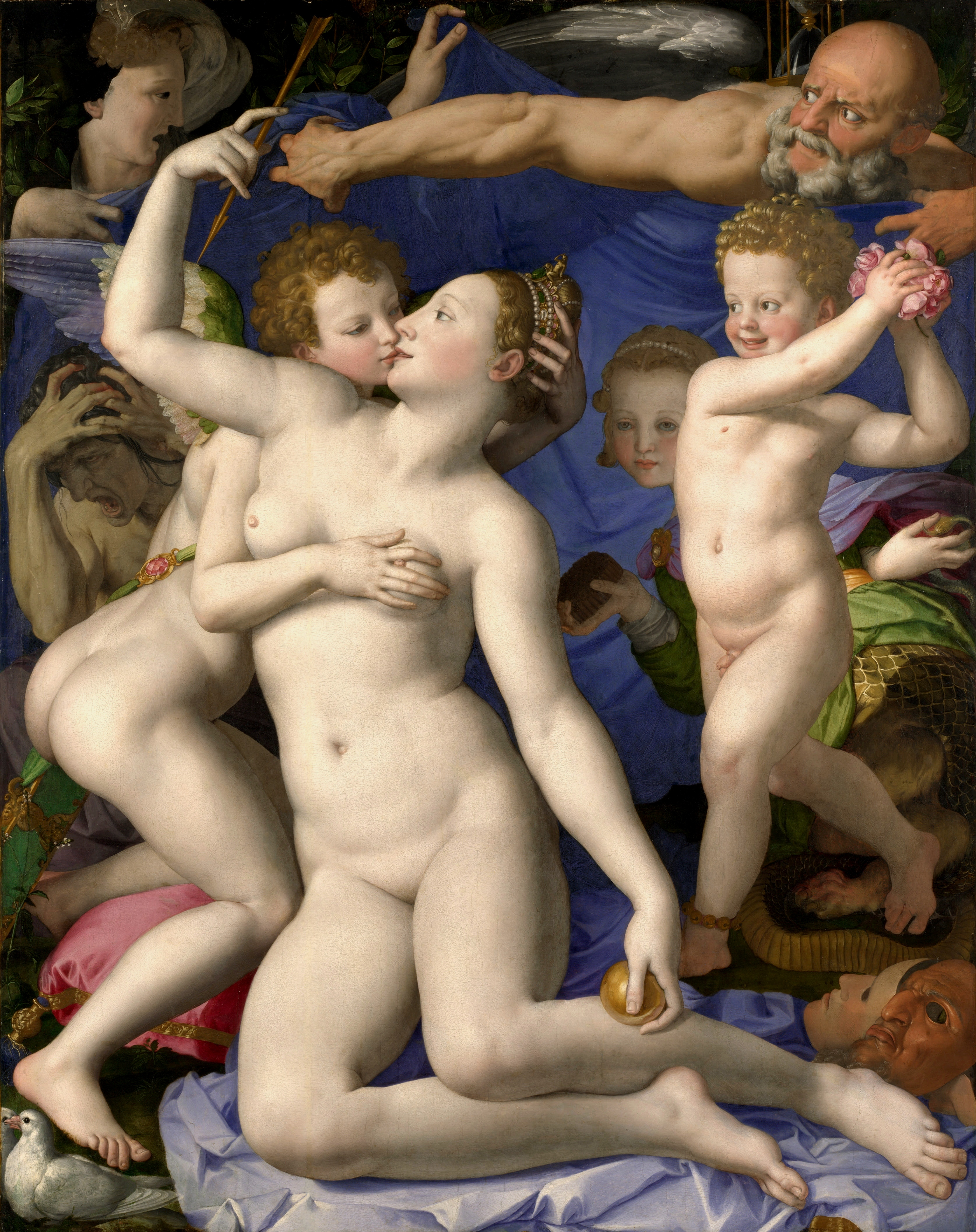
Agnolo Bronzino: Allegorie van de triomf van Venus
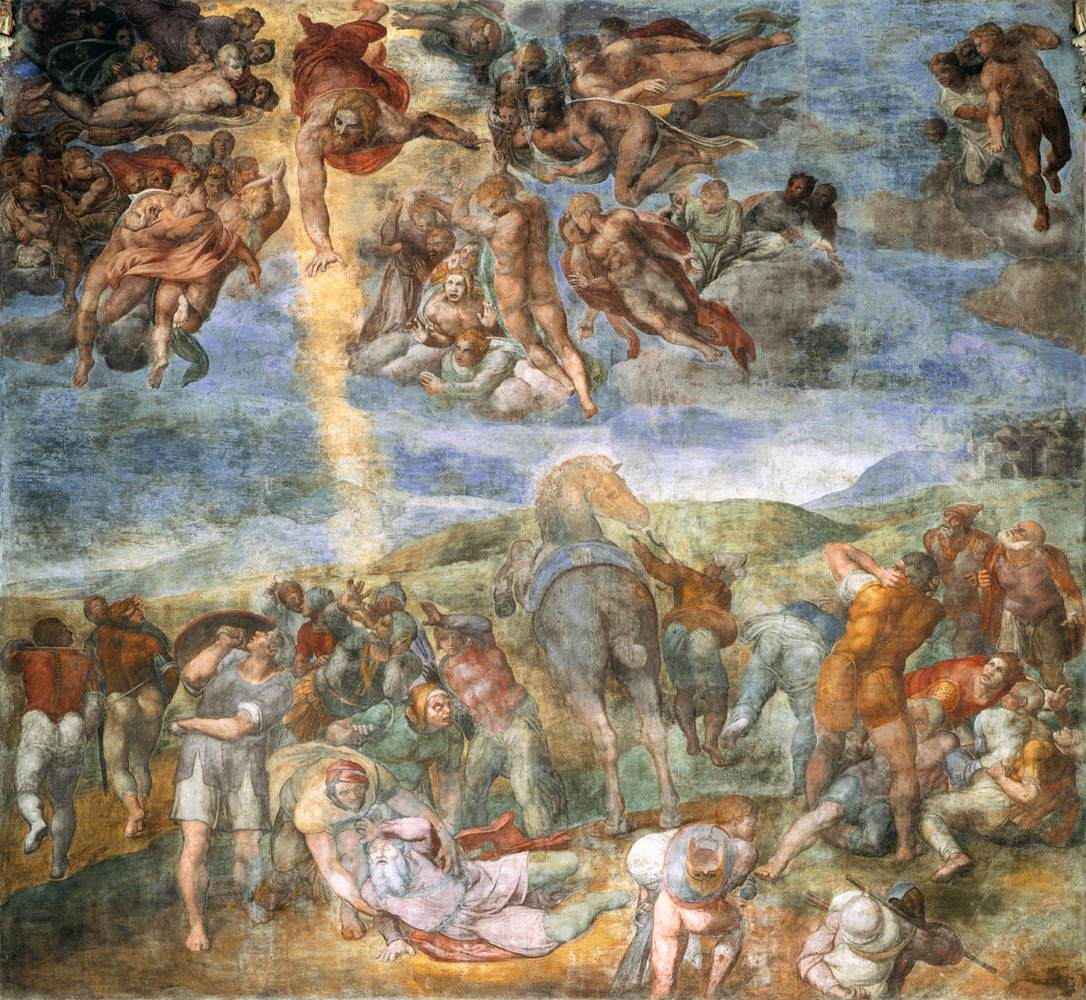
Michelangelo: De bekering van Paulus
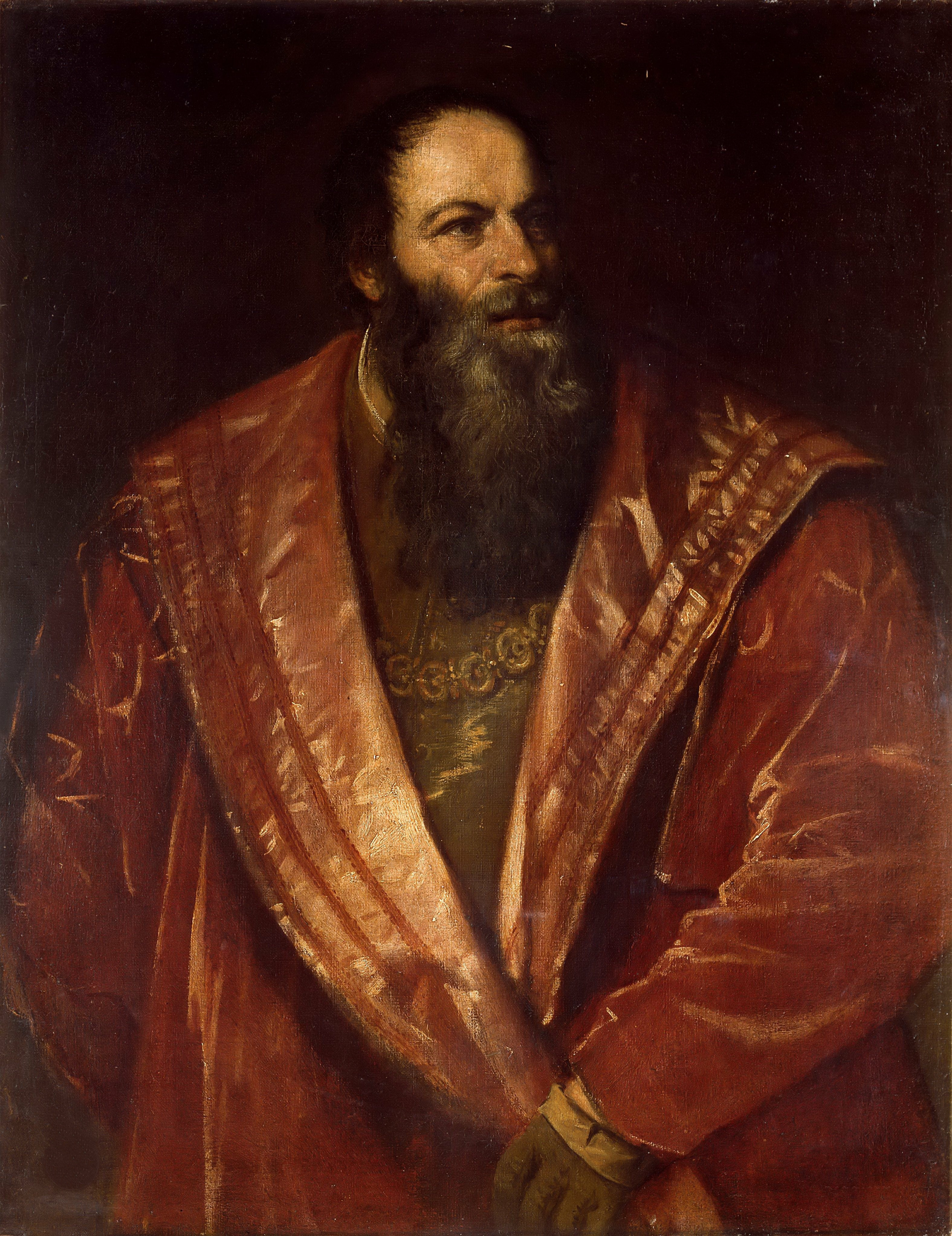
Titiaan: Portret van Pietro Aretino
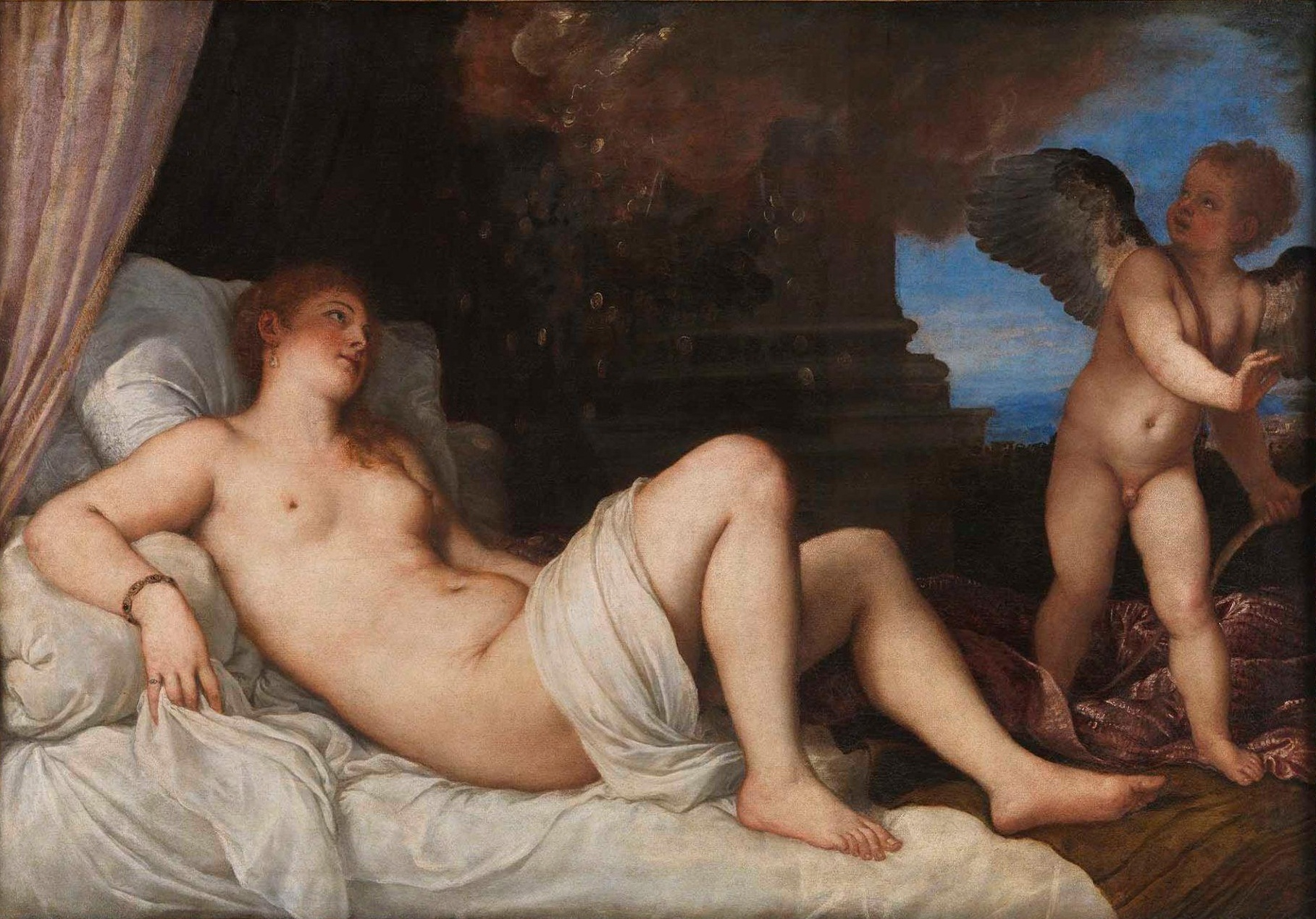
Titiaan: Danaë

## Opvolging
- Generalitat de Catalunya - Miquel Puig opgevolgd door Jaume Caçador
- Delhi - Sher Shah Suri opgevolgd door zijn zoon Islam Shah Suri
- Lanna - Ket Klao opgevolgd door zijn dochter Chiraprabha
- Lotharingen - Frans I opgevolgd door zijn zoon Karel III onder regentschap van diens moeder Christina van Denemarken
- Piombino - Jacopo V Appiano opgevolgd door Jacopo VI Appiano
- Venetië - Pietro Lando opgevolgd door Francesco Donà
- Walachije: Radu Paisie opgevolgd door Mircea Ciobanu

## Afbeeldingen

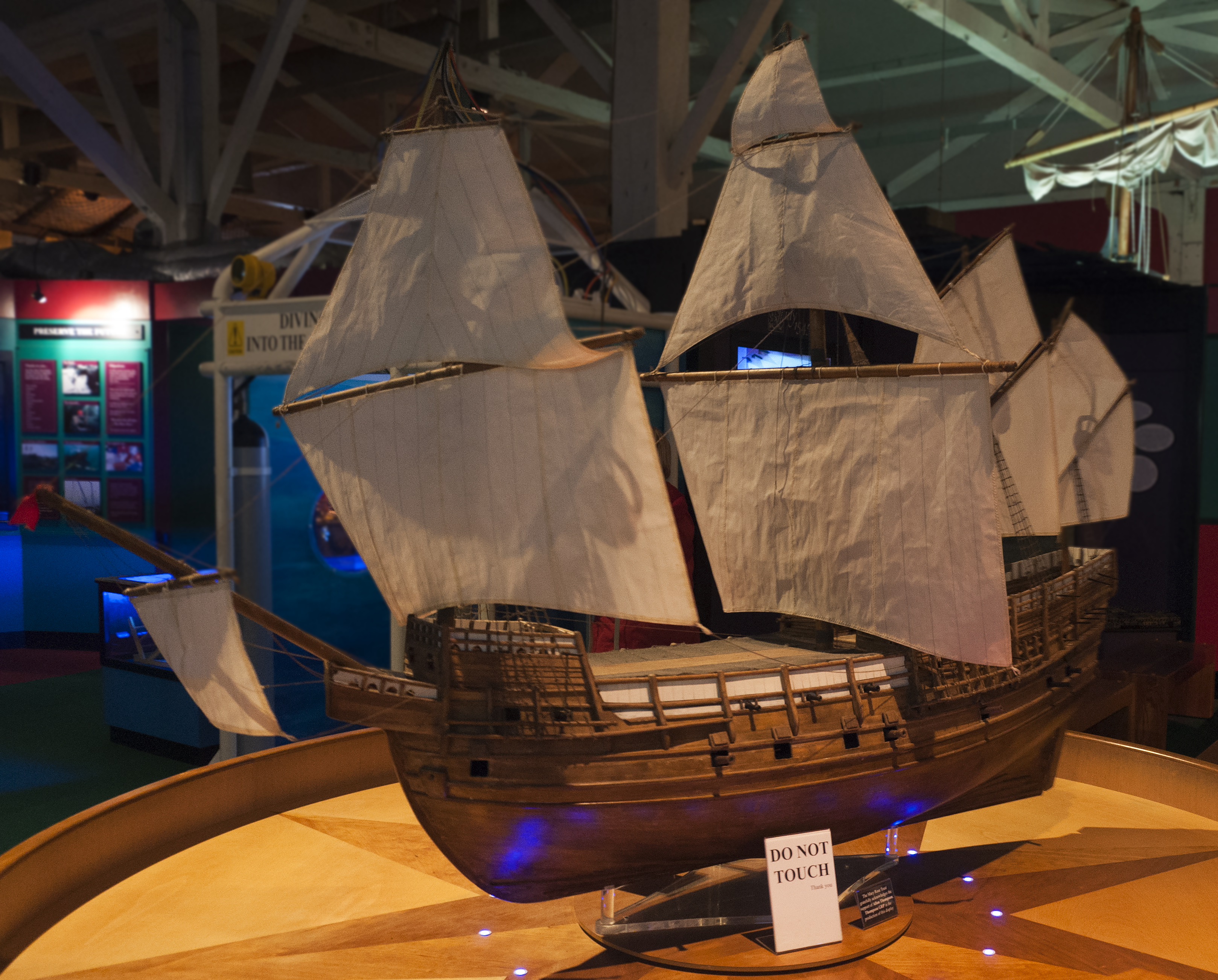
Mary Rose
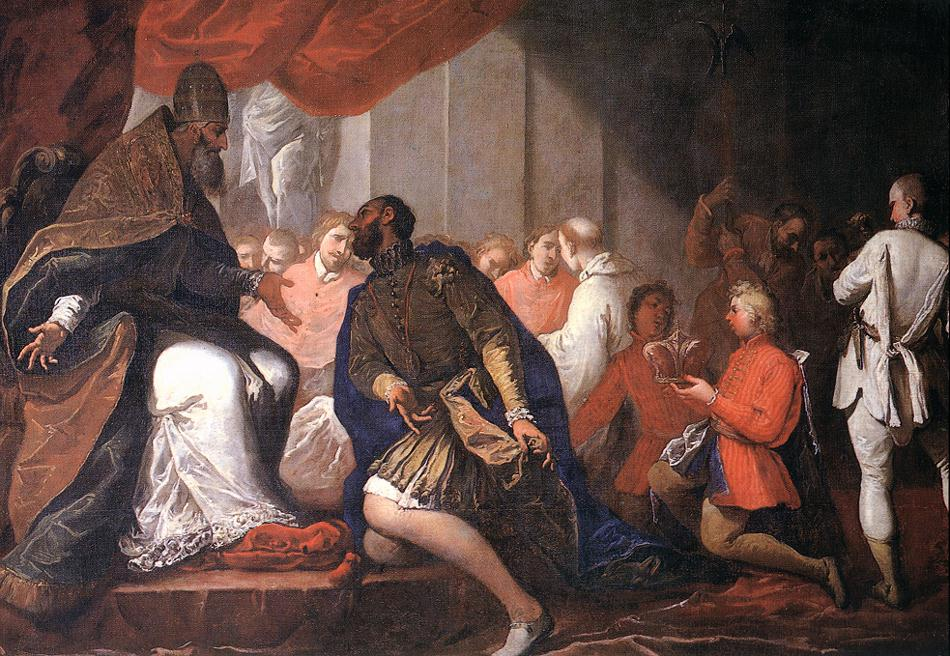
Paus Paulus III benoemt zijn zoon Pier Luigi Farnese tot hertog van Parma
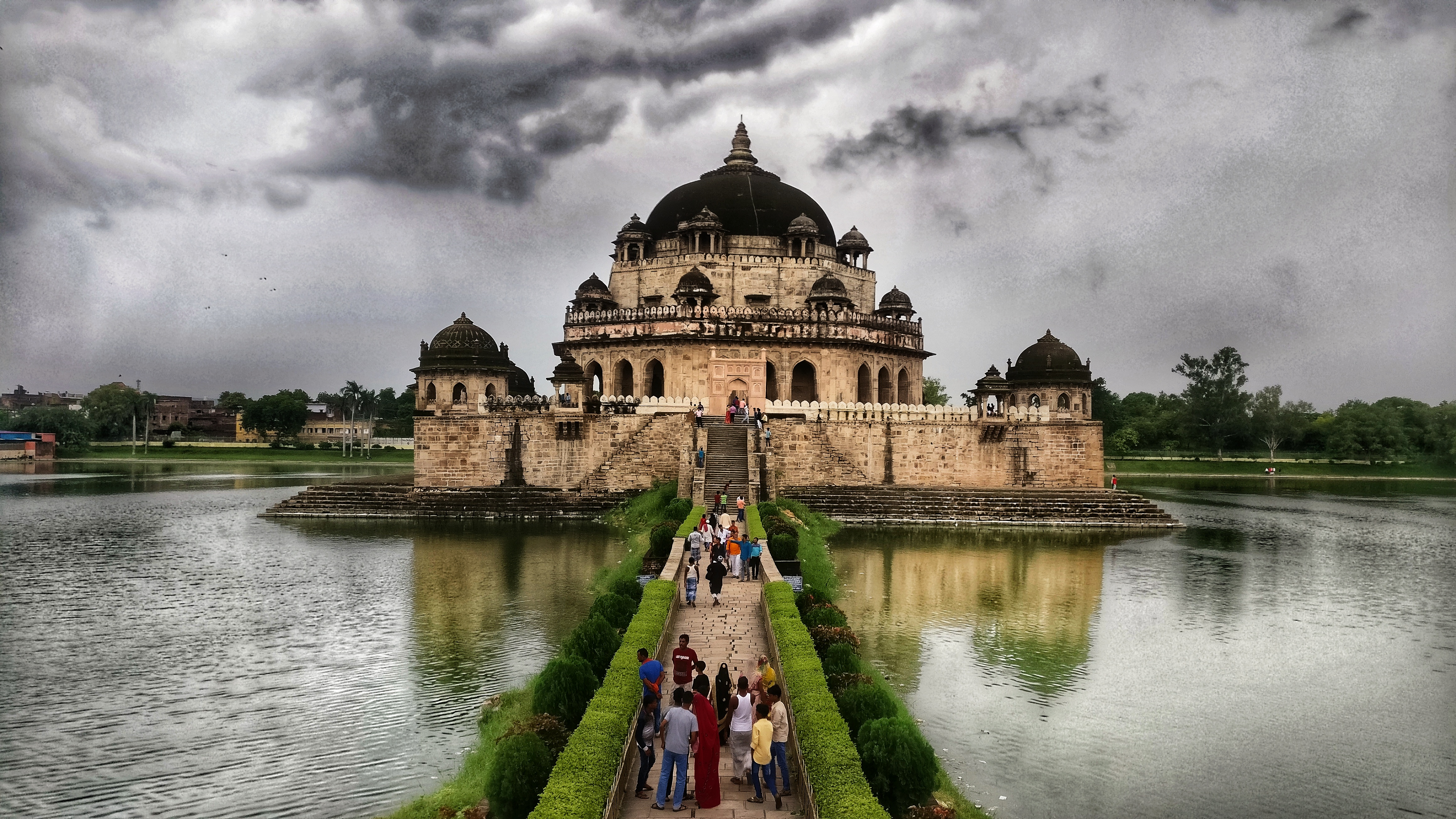
mausoleum van Sher Shah Suri
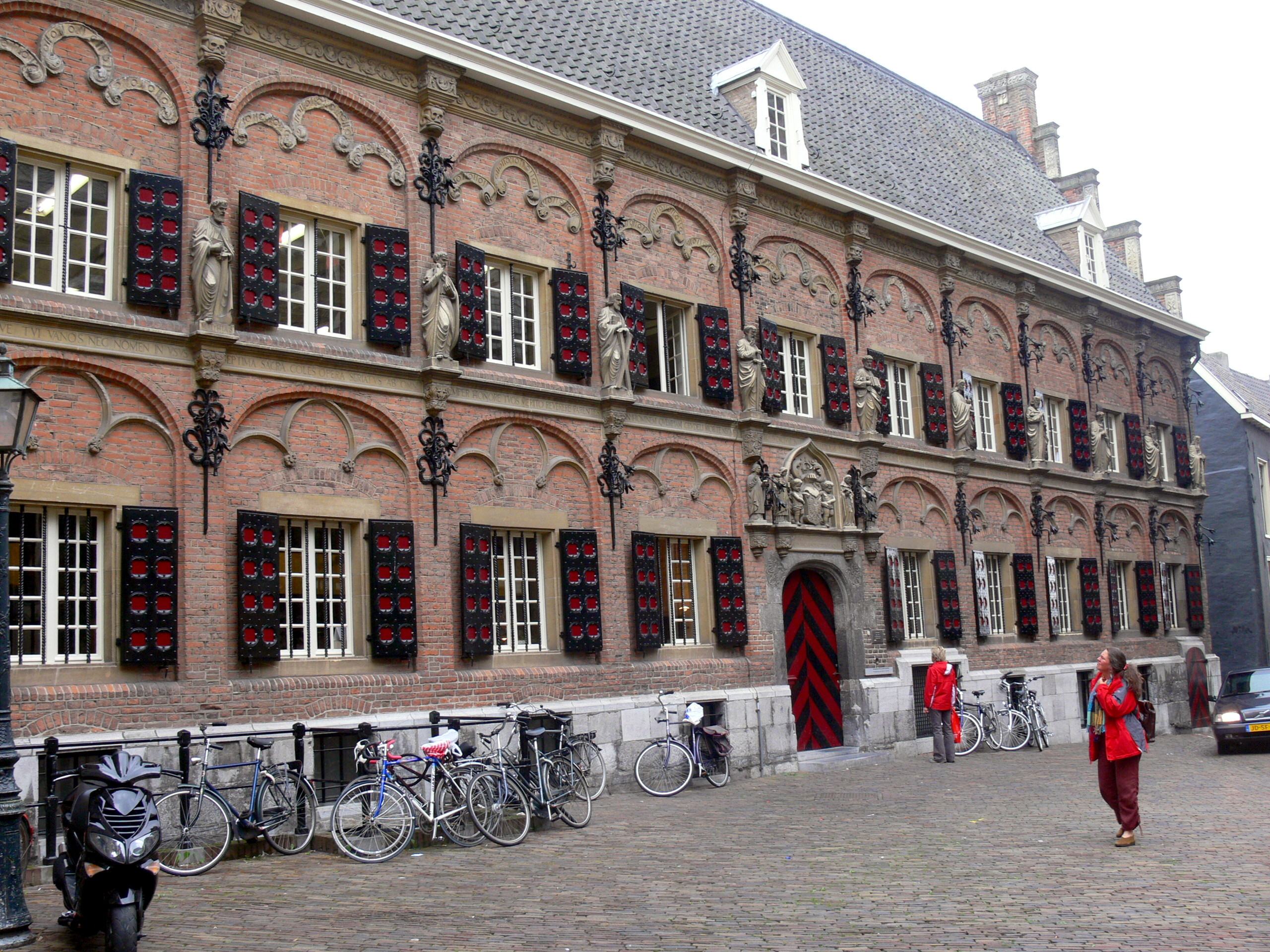
Latijnse School, Nijmegen (gebouwd ca. 1545)
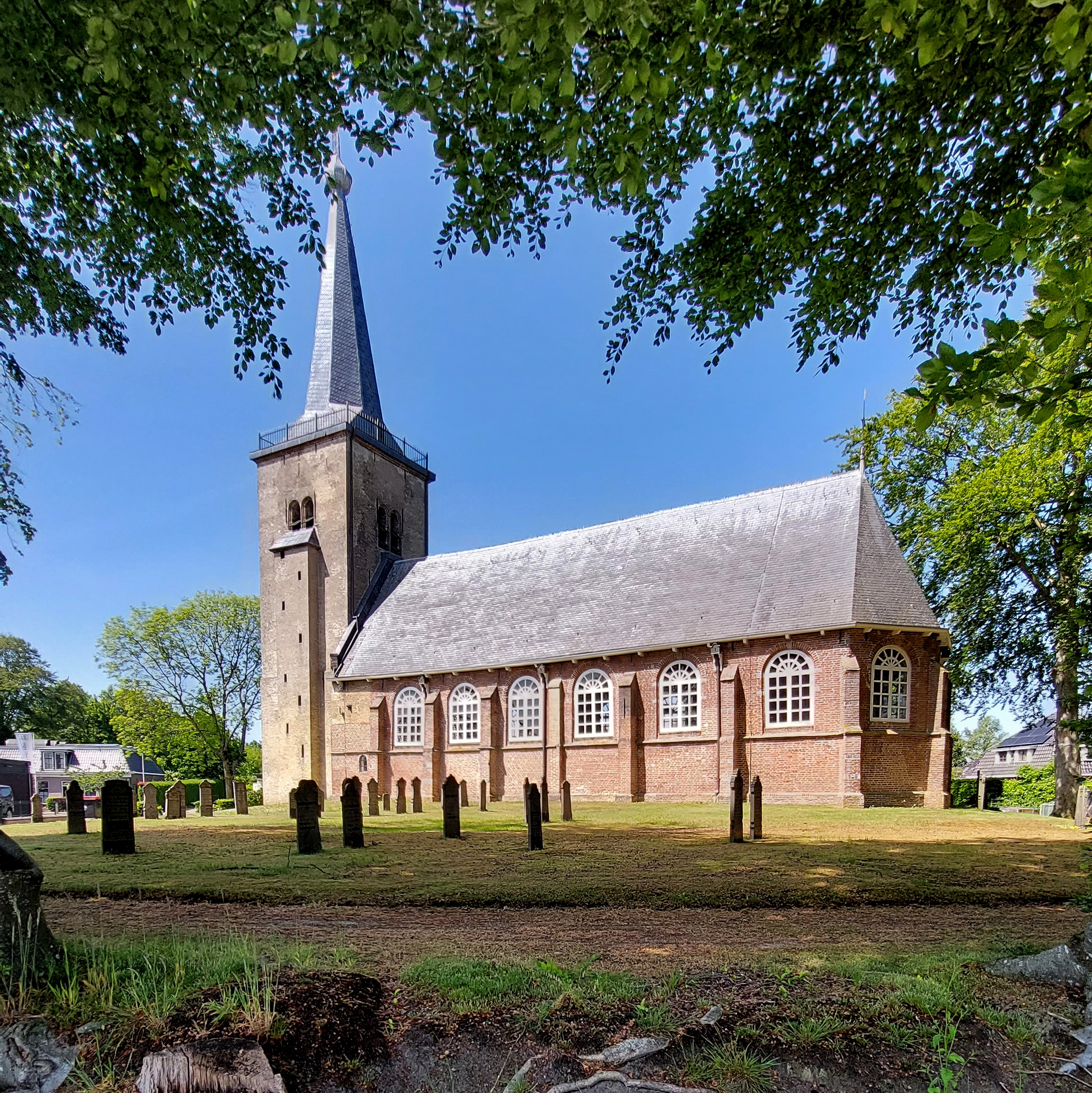
Stephanuskerk, Oldeholtpade (gebouwd 1545)

## Geboren
- 25 maart - Johan van Sleeswijk-Holstein-Sonderburg, Duits edelman
- 15 april - Karel II van Podiebrad, Silezisch edelman
- 28 april - Yi Sun-sin, Koreaans marineofficier
- 1 mei - Franciscus Junius, Frans kerkhervormer
- 24 mei - Dorothea van Lotharingen, Duits edelvrouw
- 7 juni - Lucrezia de' Medici, echtgenote van Alfonso II d'Este
- 8 juli - Carlos van Spanje, Spaans prins
- 17 augustus - Werner van Salm-Reifferscheidt, Duits edelman
- 27 augustus - Alexander Farnese, Spaans veldheer en staatsman
- 6 september - Anna Wasa, Zweeds prinses
- 7 september - Eitel Frederik I van Hohenzollern-Hechingen, Duits edelman
- 20 oktober - Jacobus Regius, Zuid-Nederlnads geestelijke
- 2 november - Ernst Lodewijk van Pommeren, hertog van Wolgast
- 13 november - Janus Lernutius, Zuid-Nederlands humanist
- 25 november - Ana de Jesús, Spaans mystica
- 5 december - Janus Dousa, Nederlands edelman
- december - Levinus Battus, Duits wiskundige en arts
- Wilhelmina van Beieren-Schagen, Noord-Nederlands edelvrouw
- Hendrik van Brederode, Nederlands edelman
- Jelle Broers Hylckama, Fries bestuurder
- Jan Jansz. Carel, Nederlands zakenman
- Jacob van Egmond, Nederlands bestuurder
- Joris van Horne, Nederlands edelman
- Michel de La Huguerye, Frans schrijver
- Sebastian Klonowic, Pools dichter
- Christina van Lalaing, Zuid-Nederlands edelvrouw
- William Morgan, Welsh bijbelvertaler
- Oyamada Nobushige, Japans samoerai
- Jacques d'Oignies, Zuid-Nederlands edelman
- Frans Pourbus, Zuid-Nederlands kunstschilder
- Herman van Schaumburg, Duits edelman
- Shenyen Dragpa, Tibetaans geestelijke
- Juliana van Wied, Duits edelvrouw
- Jacob Cornelisz. van Wouw, Nederlands koopman en politicus
- Jacques de Bay, Zuid-Nederlands theoloog (jaartal bij benadering)
- Pedro de Christo, Portugees componist (jaartal bij benadering)
- Mayken Coecke, echtgenote van Pieter Bruegel (jaartal bij benadering)
- Mary Grey, Engels edelvrouw (jaartal bij benadering)
- Wolter Hegeman, Noord-Nederlands militair (jaartal bij benadering)
- Anthony Holborne, Engels componist (jaartal bij benadering)
- Cornelia van Lalaing, Nederlands edelvrouw (jaartal bij benadering)
- Luzzasco Luzzaschi, Italiaans componist (jaartal bij benadering)
- Gijsbertus Maas, Zuid-Nederlands geestelijke (jaartal bij benadering)
- Adolf van Nieuwenaer, Nederlands edelman (jaartal bij benadering)
- Jan Olieschlager, Zuid-Nederlands humanist (jaartal bij benadering)
- Jakub Polak, Pools componist (jaartal bij benadering)
- Jacques Salmon, Frans componist (jaartal bij benadering)
- Jan van Turnhout, Zuid-Nederlands componist (jaartal bij benadering)

## Overleden
- 15 januari - Elisabeth van Holstein-Schauenburg, Duits edelvrouw
- 7 februari - Jan II Carondelet (~75), Bourgondisch geestelijke en staatsman
- 19 februari - Pierre Brully (~26), Zuid-Nederlands kerkhervormer
- 3 april - Antonio de Guevara (~64), Spaans schrijver
- 22 april - Lodewijk X van Beieren (49), Duits edelman
- 19 mei - Dorothea van Regenstein-Blankenburg, Duits edelman
- 22 mei - Sher Shah Suri (~58), sultan van Delhi (1540-1545)
- 4 juni - Johan Lodewijk van Nassau-Saarbrücken (72), Duits edelman
- 12 juni - Frans I van Lotharingen (27), hertog van Lotharingen
- 15 juni - Elisabeth van Oostenrijk (19), echtgenote van Sigismund II August van Polen
- 4 juli - Frederik van Twickelo (~65), Noord-Nederlands bestuurder
- 12 juli - Maria Emanuela van Portugal (17), echtgenote van Filips II
- 1 augustus - Juan Pardo de Tavera (73), Spaans kardinaal en inquisiteur
- 22 augustus - Charles Brandon (~61), Engels edelman
- 27 augustus - Piotr Gamrat (~58), Pools prelaat
- 1 september - Frans I van Bourbon-Vendôme (53), Frans edelman
- 9 september - Karel II van Orléans (23), Frans prins en edelman
- 24 september - Rutger V van Boetzelaer (~73), Zuid-Nederlands edelman
- 24 september - Albrecht van Brandenburg (55), aartsbisschop van Mainz
- september - Hans Baldung (~60), Duits kunstschilder
- 2 oktober - Rutgerus Rescius (~50), Zuid-Nederlands humanist
- 18 oktober - John Taverner (~55), Engels componist
- 9 november - Pietro Lando (~83), doge van Venetië
- 28 november - Jacob van Liesvelt, Zuid-Nederlands drukker
- Georges Corsselaar (~45), Zuid-Nederlands edelman
- Hendrick van Doerne, Zuid-Nederlands geestelijke en bestuurder
- Bernard Etxepare, Navarrees dichter
- Johan Stefan van Kalkar (~46), Italiaans kunstschilder
- Ket Klao, koning van Lanna